# Musée Barbier-Mueller
Pour les articles homonymes, voir Barbier et Mueller.
 (avril 2011).
Si vous disposez d'ouvrages ou d'articles de référence ou si vous connaissez des sites web de qualité traitant du thème abordé ici, merci de compléter l'article en donnant les références utiles à sa vérifiabilité et en les liant à la section « Notes et références ».
Le musée Barbier-Mueller, fondé en 1977, est aujourd'hui installé au numéro 10 de la rue Jean-Calvin, au cœur de la vieille-ville de Genève.
Cette collection compte aujourd'hui plusieurs milliers de pièces et comprend des œuvres d'art de l'antiquité tribale et classique, ainsi que des sculptures, tissus et ornements provenant des civilisations dites « primitives » du monde entier.

## Historique des collections
Josef Mueller (en) nait en 1887 au sein d'une famille aisée de Soleure, en Suisse alémanique. Son père dirigeait une usine de pièces pour l'horlogerie. Rien ne le prédestinait à devenir l'un des plus grands collectionneurs d'art de tous les temps. Orphelin de père et de mère à l'âge de six ans, il est élevé par une gouvernante, poursuit des etudes d'ingénieur au Polytechnicum de Zurich, et suit un stage professionnel aux États-Unis avant d'intégrer l'entreprise familiale. C'est en 1906, alors qu'il rend visite aux parents d'un camarade de classe, qu'il ressent son premier choc esthétique, devant un beau portrait de la période rose de Pablo Picasso, dont ses hôtes venaient de faire l'acquisition. Mueller devait acheter ce tableau par la suite.
À l'âge de vingt ans, il consacre son revenu d'une année entière à acheter un grand nu de Ferdinand Hodler. Il se rend très vite à Paris, où il rencontre le célèbre marchand Ambroise Vollard. Sur les conseils de celui-ci, il acquiert un tableau important de Paul Cézanne, le Portrait du Jardinier Vallier, achevé en 1905 (soit un an avant la mort du peintre). C'est en surmontant mille difficultés que Josef Mueller constitue rapidement un ensemble qui, en 1918, comprend déjà sept Cézanne, cinq Matisse, cinq Renoir, ainsi que plusieurs oeuvres mineures de Picasso et de Braque.
Installé à Paris en 1922, Josef Mueller fait évoluer ses collections. Comme certains artistes (André Derain, Maurice de Vlaminck ou Tristan Tzara) et/ou collectionneurs, il comprend que les « fétiches » africains, dont l'apparente grossièreté est encore souvent tournée en dérision, trouvent leur place parmi les œuvres d'art les plus célèbres. Il découvre avec bonheur l'ingénuité et l'honnêteté de la démarche des artistes qui, ignorant « l'art pour l'art », et a fortiori les demandes du marché, expriment des croyances magico-religieuses et représentent les forces contradictoires qui s'affrontent ou s'allient, aussi bien dans la nature que dans les sociétes humaines et animales. Ainsi débute la collection d'arts premiers de Josef Mueller.
En 1952, Jean Paul Barbier, gestionnaire d'importants biens immobiliers, se fiance avec Monique, fille de Josef Mueller ; leur mariage a lieu en 1955. Bibliophile depuis son adolescence (sa collection est consacrée aux poètes français de la Renaissance), Jean Paul Barbier se met à constituer activement, lui aussi, son propre ensemble d'arts premiers, et fond sa collection dans celle de Josef Mueller.
En 1957, à l’âge de 70 ans, Josef Mueller décide d'exposer pour la prèmiere fois sa collection africaine dans le musée de sa ville natale de Soleure, où il est revenu s'établir après la Seconde Guerre mondiale. Jean Paul Barbier, lui-même historien et amateur d'art, comprend que Josef Mueller est agacé que les œuvres d'art appelées « primitives » soient si peu estimées par rapport à ses tableaux de maitres occidentaux. C'est probablement ce qui lui donne l'idée d'un véritable musée permanent d'art primitif.
Durant les années 1960-1970, Jean Paul Barbier-Mueller se met à la recherche de pièces importantes pour donner à la collection davantage de cohérence. Josef Mueller, en effet, ne cherche pas à créer un véritable ensemble, achetant les objets sur de simples critères esthétiques. C'est son beau-fils qui réussit à proposer une collection raisonnée, devenue à son tour un « chef-d'œuvre » reconnu comme tel dans le monde entier. Le musée Barbier-Mueller ouvre finalement ses portes en mai 1977, trois mois après le décès de Josef Mueller. C'est un évènement auquel s'associent de très nombreux amis de la famille, amateurs d'art et connaisseurs venus du monde entier. Ils se regroupent bientôt pour former une Association des amis du musée, laquelle compte aujourd'hui près d'un millier de membres.
Après le décès de Jean Paul Barbier-Mueller en 2016 et de sa femme Monique en 2019, l'institution appartient désormais à leurs trois fils.
Le musée Barbier-Mueller tente d'offrir à ses visiteurs et aux lecteurs de ses catalogues le plus grand nombre d'informations relatives à la création et à l'utilisation rituelle des œuvres présentées, d'où le financement de missions d'études débouchant sur la publication de catalogues, parfois de livres volumineux, ayant valeur de référence.

## Barcelone Art précolombien
De 1997 à 2012, la collection du « Museu Barbier-Mueller d'Art Precolombí (en) » (art précolombien) a été exposée dans les murs du palais Nadal, un hôtel particulier du XVe siècle situé en face du musée Picasso, dans la rue Montcada, en plein cœur du quartier gothique de Barcelone. 

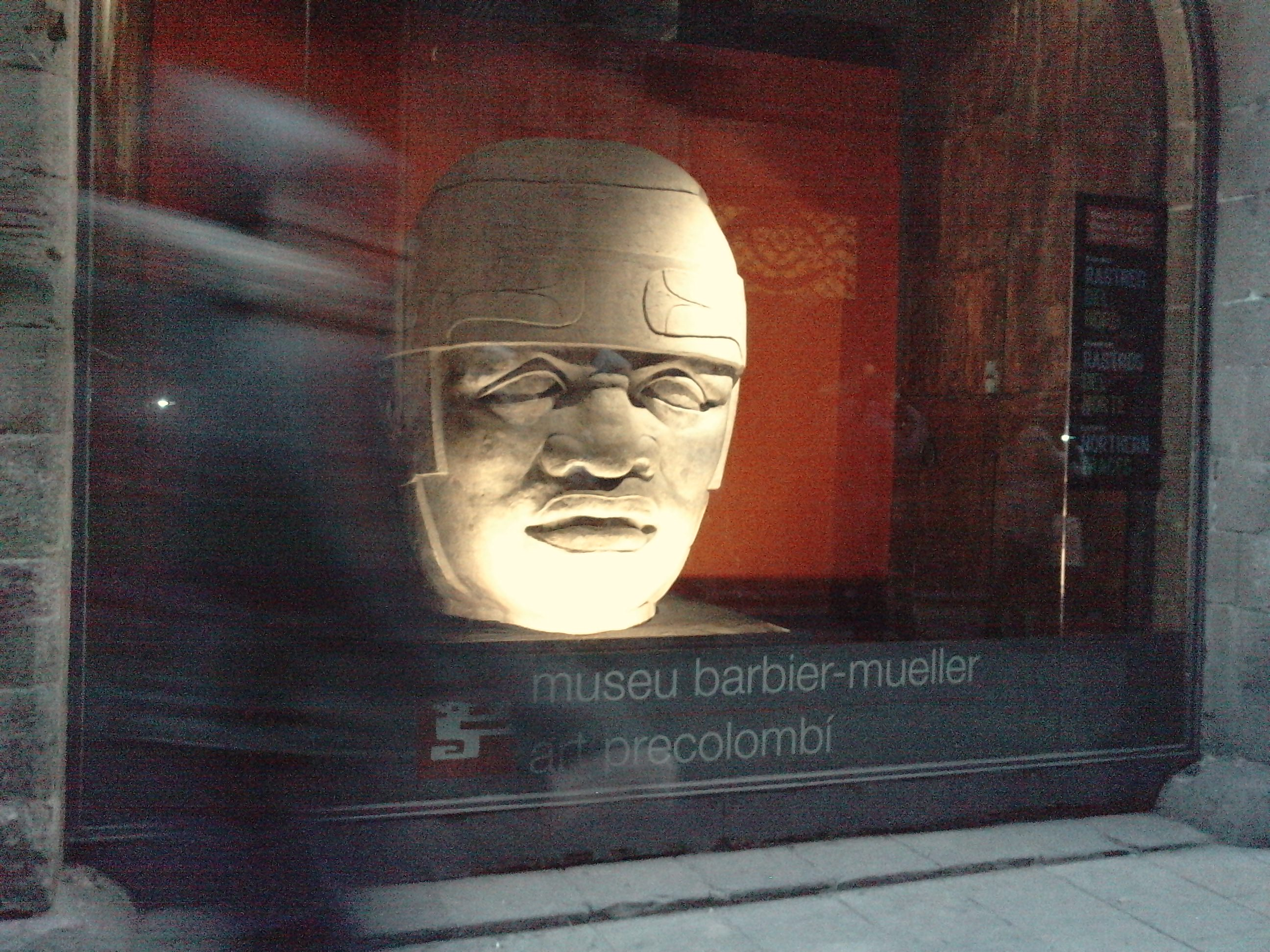
Musée Barbier-Mueller d'Art précolombien.

## Fondation culturelle Musée Barbier-Mueller
En 2010, avec le soutien de la marque horlogère Vacheron & Constantin, à laquelle la manufacture horlogère FP Journe a succédé en 2016, le musée Barbier-Mueller crée la Fondation culturelle Musée Barbier-Mueller. Celle-ci soutient, au niveau international, une à deux missions d’observations anthropologiques par an afin de collecter des informations sur le mode de vie, la culture matérielle ainsi que les croyances et pratiques religieuses de cultures restées méconnues. La publication des informations, photographies et dessins collectés contribue ainsi à écarter la menace de l’oubli pesant sur des peuples sans tradition écrite.